# Право на правично суђење
Суђење које проматра судија без да је пристрасно је поштено суђење. Различита права повезана са правичним суђењем изричито су проглашена чланом 10. Универзалне декларације о људским правима, Шестим амандманом Устава Сједињених Држава и чланом 6. Европске конвенције о људским правима, као и бројним другим уставима и декларацијама широм света. Не постоји обавезујуће међународно право које би дефинисало оно што није поштено суђење; на пример, право на суђење пороте и други важни поступци варирају од државе до државе.